# Атлетика на Летњим олимпијским играма 1900 — 110 метара препоне за мушкарце
Трчање на 100 метара са препонама за мушкарце је атлетска дисциплина која је уврштена први пут у програм Олимпијских игара 1896. у Атини. На Олимпијским играма 1900. у Паризу такмичење је одржано као прва дисциплина, првог дана атлетских такмичења 14. јула 1900. Учествовало је девет такмичара из три земаље учеснице. Предтакмичење и финале су одржани истог дана.

## Земље учеснице
- Индија (1)
- САД (5)
- Француска (3)

## Рекорди пре почетка такмичења
| Најбољи резултат на свету | 15,2(*) | Алвин Кренцлајн | САД | Чикаго (САД) | 18. јун, 1898.  |
| Олимпијски рекорд         | 17,6    | Томас Кертис    | САД | Атина, Грчка | 10. април 1896. |

(*) овај резултат је био незваничан, јер је био остварен у трци на 120 јарди, односно на 109,73 м.

## Освајачи медаља
|                     |                 |                 |
| Алвин Крензлајн САД | Џон Маклејн САД | Фред Молони САД |

## Рекорди после завршетка такмичења
| Најбољи резултат на свету | 15,04 | Алвин Кренцлајн | САД | Париз (Француска) | 14. јул, 1900. |
| Олимпијски рекорд         | 15,04 | Алвин Крензлајн | САД | Париз (Француска) | 14. јул, 1900. |

(*) незванично
У предтакмичењу Алвин Кренцлајн је поставио нови олимпијски рекорд и незванични нови светски рекорд са 15,6 секунди, да би га у финалу поправио на 15,4 секунде

## Резултати

### Први коло
У првог круга, постојале су три квалификационе групе. Победници су ишли директно у финале, а остали су ишли у репасаж.
Прво коло група 1
| Место | Атлетичар       | Држава    | Време        |
| ----- | --------------- | --------- | ------------ |
| 1     | Алвин Кранзлајн | САД       | 15,6 с ОР    |
| 2     | Фредерик Молони | САД       | Непознато    |
| 3     | Џон Маклин      | САД       | Непознато    |
| —     | Eugène Choisel  | Француска | Није завршио |

Кранцлајново време је нови најбољи резултат на свет у овопј дисциплини, мада је слабији од претходног од 15,2 који је постигнут на дистанци од 120 јарди.
Прво коло група 2
| Место | Атлетичар          | Држава    | Време        |
| ----- | ------------------ | --------- | ------------ |
| 1     | Норман Причард     | Индија    | 16,6 с       |
| 2     | Вилијам Ремингтон  | САД       | Непознато    |
| 3     | Вилијам Луис       | САД       | Непознато    |
| —     | Адолф Клингелхофер | Француска | Није завршио |

Прво коло група 3
| Место | Атлетичар  | Држава    | Време |
| ----- | ---------- | --------- | ----- |
| 1     | Жан Лекије | Француска | бб.   |

Трка није одржана, а Жан Лекије се аутоматски пласиро у финале.

### Репасаж
Сви такмичари који се у првом кругу нису квалификовали у финале учествовали су у репасажу, подељени у две групе. Победниви тих група придружоли су се у финалу тројици раније квалификованих.
Репасаж група 1
| Место | Атлетичар       | Држава    | Време     |
| ----- | --------------- | --------- | --------- |
| 1     | Фредерик Молони | САД       | 17,0 с    |
| 2     | Вилијам Луис    | САД       | Непознато |
| 3     | Ежен Шоазел     | Француска | Непознато |

Репасаж група 2
| Место | Атлетичар         | Држава | Време     |
| ----- | ----------------- | ------ | --------- |
| 1     | Џон Маклин        | САД    | 17,0      |
| 2     | Вилијам Ремингтон | САД    | Непознато |

Меклејн је победио у другом репасажу и пласирао се у финале.

### Финале
| Место | Атлетичар       | Држава    | Време        |
| ----- | --------------- | --------- | ------------ |
|       | Алвин Кранцлајн | САД       | 15,4 ОР      |
|       | Џон Маклин      | САД       | 15,5         |
|       | Фредерик Молони | САД       | 15,6         |
| 4     | Жан Лекије      | Француска | Непознато    |
| —     | Норман Причард  | Индија    | Није завршио |

После старта повео је Маклин, делом и због грешке у стартера. Чак и тако, Крензлајн је успео да га стигне и освоји своју прву медаљу на Олимпијским играма 1900.